# Шишківська сільська рада
Ши́шківська сільська́ ра́да — адміністративно-територіальна одиниця та орган місцевого самоврядування в Корюківському районі Чернігівської області. Адміністративний центр — село Шишківка.

## Загальні відомості
Шишківська сільська рада утворена у 1926 році.
- Територія ради: 50,639 км²
- Населення ради: 566 осіб (станом на 2001 рік)

## Населені пункти
Сільській раді підпорядковані населені пункти:
- с. Шишківка
- с. Рудня

## Склад ради
Рада складається з 12 депутатів та голови.
- Голова ради: Смальоха Валерій Петрович
- Секретар ради: Ніколаєнко Ганна Василівна

### Керівний склад попередніх скликань
| Прізвище, ім'я, по батькові | Основні відомості                                                         | Дата обрання | Дата звільнення |
| --------------------------- | ------------------------------------------------------------------------- | ------------ | --------------- |
| Смальоха Валерій Петрович   | Сільський голова, 1964 року народження, освіта вища, член Народної партії | 26.03.2006   | 31.10.2010      |
| Смальоха Валерій Петрович   | Сільський голова, 1964 року народження, освіта вища, член Народної партії | 31.10.2010   |                 |

Примітка: таблиця складена за даними сайту Верховної Ради України

### Депутати
За результатами місцевих виборів 2010 року депутатами ради стали:

#### За суб'єктами висування
| Суб'єкт висування | Кількість обраних депутатів | %    |
| ----------------- | --------------------------- | ---- |
| Партія регіонів   | 10                          | 83,3 |
| Народна партія    | 2                           | 16,7 |

#### За округами
| № округу        | Прізвище, ім'я, по батькові    | Дата визнання обраним | Освіта             | Партійна приналежність | Відомості про обраного депутата                      |
| --------------- | ------------------------------ | --------------------- | ------------------ | ---------------------- | ---------------------------------------------------- |
| Народна Партія  |                                |                       |                    |                        |                                                      |
| 2               | Фурман Іван Іванович           | 08.11.2010            | середня            | позапартійний          | тимчасово не працює                                  |
| 3               | Фурман Ганна Миколаївна        | 08.11.2010            | вища               | позапартійна           | Шишківська загальноосвітня школа І-ІІ ст., вчитель   |
| Партія регіонів |                                |                       |                    |                        |                                                      |
| 1               | Лапітан Олексій Петрович       | 08.11.2010            | середня            | позапартійний          | тимчасово не працює                                  |
| 4               | Ніколаєнко Микола Павлович     | 08.11.2010            | середня            | член Партії регіонів   | тимчасово не працює                                  |
| 5               | Грищенко Іван Васильович       | 08.11.2010            | середня            | член Партії регіонів   | Шишківській фельдшерсько-акушерський пункт, опалювач |
| 6               | Кльова Наталія Вікторівна      | 08.11.2010            | вища               | позапартійна           | Шишківська загальноосвітня школа І-ІІ ст., директор  |
| 7               | Янченко Світлана Олександрівна | 08.11.2010            | середня спеціальна | позапартійна           | НАСК «Оранта», страховий агент                       |
| 8               | Кльова Іван Григорович         | 08.11.2010            | середня            | член Партії регіонів   | тимчасово не працює                                  |
| 9               | Сорокопуд Тамара Іванівна      | 08.11.2010            | середня спеціальна | позапартійна           | Перелюбське СТ, продавець                            |
| 10              | Кузнєцов Сергій Михайлович     | 08.11.2010            | середня            | член Партії регіонів   | РКСЛП «Корюківкаліс», вальник лісу                   |
| 11              | Ніколаєнко Ганна Василівна     | 08.11.2010            | середня спеціальна | позапартійна           | Шишківська сільська рада, секретар                   |
| 12              | Супруненко Любов Миколаївна    | 08.11.2010            | середня спеціальна | член Партії регіонів   | Перелюбське споживче товариство, продавець           |